# Істрівка (Брянська область)
Істрівка - присілок у Стародубському муніципальному окрузі Брянської області.

## Географія
Знаходиться в південній частині Брянської області на відстані приблизно 12 км по прямій на південний захід від районного центру міста Стародуб.

## Історія
Згадується з 1712 року як хутір Миклашевських у складі Стародубської полкової сотні, пізніше присілок. У середині XX століття працював колгосп «Червоний ударник». У 1974 році до складу присілка включено поселення Аліфановщина (Петровський). У 1859 році тут (село Стародубського повіту Чернігівської губернії) числилось 16 дворів, у 1892 році -12. У 1941 році тут налічувалося 34 двори. До 2019 року входила до складу Кам'янського сільського поселення, з 2019 по 2020 рік до складу Воронокського сільського поселення Стародубського району до скасування останніх.

## Населення
Чисельність населення: 137 осіб (1859 рік), 56 осіб (1892 рік), 62 особи у 2002 році (росіян 98 %), 19 осіб у 2010 році.